# Ökologische Modellierung
Die Ökologische Modellierung ist ein Teil der naturwissenschaftlichen Ökologie. Mit ihr können Entwicklungen und Szenarien von Individuen, in Lebensräumen oder auf globaler Ebene analysiert und simuliert werden, um die Auswirkungen z. B. zukünftiger Entwicklungen vorhersagen zu können. Die Ökologische Modellierung entwickelte sich aus der theoretischen Ökologie, gepaart mit stärker werdenden Rechnerleistungen und einer immer größer werdenden Menge von Datenmaterial aus natürlichen Systemen.
In der internationalen Wissenschaftslandschaft ist der Trend hin zu immer komplexeren Modellen zur Beantwortung von globalen Fragen aus den Umweltwissenschaften, der Makroökologie, Klimatologie und anderen Naturwissenschaften zu beobachten. Teilweise ist die Sinnhaftigkeit, Validität und Notwendigkeit von Modellierungsansätzen nicht immer klar.

## Geschichte
Theoretische Ansätze zur Entwicklung von Modellen natürlicher oder naturnaher Lebensräume gibt es in der Ökologie, seitdem diese als wissenschaftliche Disziplin anerkannt ist.
Schon in den 1960er-Jahren wurde in Ottawa durch das Department of Forestry and Rural Development ein Vorläufer der heute verwendeten Geoinformationssysteme (GIS) entwickelt. Roger Tomlinson entwickelte für die Landesentwicklungsbehörde das GIS „Canada Geographic Information System“ (CGIS), mit welchem Daten des „Canada Land Inventory“ analysiert und bearbeitet werden konnten.
Die Verwendung von Habitatmodellen wurde vom U.S. Fish & Wildlife Service 1981 mit der Entwicklung von Habitateignungsindex-Modellen (habitat suitability index-models / HSImodels) erstmals in der Planung institutionalisiert. Es war Teil der sog. habitat evaluation procedure HSI. Anfangs basierten die HSI-Modelle eher auf Expertenwissen und allgemeinen Aussagen zu Habitatpräferenzen der jeweiligen Art (z. B. Schroeder 1982; Conway und Martin 1993; Reading et al. 1996).
In den 1980er-Jahren erschloss sich für viele Wissenschaftler die Möglichkeit, computergestützt große Mengen an diskreten Daten zu verarbeiten. Parallel dazu wurden nach Ende des Kalten Krieges immer mehr Fernerkundungsdaten aus Satelliten und Luftbildaufnahmen für die Wissenschaft verfügbar. Zudem wurde es für normale Anwender möglich, genaue Positionsdaten mittels des Global Positioning System zu gewinnen.
Die Kombination aus georeferenzierten Fernerkundungsdaten, Felddaten mit relativ exakten Positionsangaben und computergestützter räumlicher Auswertung eröffnete Ökologen ab Mitte der 1990er-Jahre große Möglichkeiten, lokale bis globale Trends in Lebensräumen vorherzusagen. Modellbildungen sind ein wichtiges Werkzeug in der Ökosystemforschung geworden. Auf der Modellbildung ökologischer Prozesse basiert der relativ junge Ökologiezweig der Makroökologie, der starke Überschneidungen zur geographisch geprägten Biogeographie aufweist.

## Ansätze
In der Ökologischen Modellierung werden zwei gängige Haupttypen von ökologischen Konzepten unterschieden, deren Anwendung von der Fragestellung abhängt: analytischen Modellen und Simulationen. Analytische Modelle sind häufig mathematisch komplex und lassen sich am besten auf relativ große einfache (oft linear)-Systeme  anwenden. Simulationsmodelle werden in einem breiteren Feld genutzt und gelten als ökologisch realistischer. Sie basieren auf einer mathematisch ausgefeilteren Grundlage. Die Modelle werden mit Hilfe von unterschiedlichen Programmiersprachen erstellt. Gängig sind neben Java und Delphi Anwendungen von R.

## Anwendungen
Habitatmodelle sind ein gängiges Werkzeug der angewandten Ökologie. Sie finden Anwendung in der marinen, liminischen- und terrestrischen Ökologie. Sowohl synökologische Ansätze als auch die Umweltbedingungen für einzelne Arten können modelliert werden.
Habitatmodelle werden von Behörden zur Prognose der Umweltauswirkungen von Eingriffen verwendet. Auch bei Kompensations- und Pflegemaßnahmen in der Umweltplanung werden sie eingesetzt und können die Effekte des Naturschutzmanagements verbessern. Im Naturschutz können Vorkommensprognosen getroffen werden. Anhand der Modelle können Habitatkonnektivitätsanalysen durchgeführt werden, mit denen Aussage über die Verbindung von Lebensräumen weniger mobiler Arten gemacht werden können.

## Vorwiegend Analytische Ansätze

### Habitatmodelle
Habitatmodelle zielen meist auf zwei wesentliche Fragen ab:
- Welche Biotope sind als Habitate geeignet?
- Aufgrund welcher Ausstattung der Biotope bzw. welcher Habitatansprüche der Arten ist das so?

Zur Analyse von Datensätzen wird nach den Verfahren der Modellbildung verfahren. Spezielle Modellierungssoftware wie beispielsweise Maxent in Kombination mit Geographischen Informationssystemen (ArcGIS, DIVA GIS u. a.a) kommen in der eigentlichen Habitatmodellierung zum Einsatz. Fernerkundungsdaten werden beispielsweise aus dem Landsat-Programm gewonnen. Digitale Geländemodelle mittels SRTM-Daten werden meist ebenfalls in GIS erstellt. Zur Verarbeitung ökologischer Daten wird meist spezielle Packages von R, teilweise auch SPSS verwendet.
Statistik und Filterkaskade
Meist werden für Makroökologische Analysen generalisierte lineare Modelle herangezogen. Die grundlegende Idee der meisten Habitatmodelle ist Wahrscheinlichkeitswerte der Besiedelung anhand eines Sets von Habiatgradienten und "presence/absence - Daten" vorherzusagen.
Häufig werden Filterkaskaden zur Analyse verwendet.
- Ebene 1: Ressourcen
- Ebene 2: Biotik intraspezifisch & Raum
- Ebene 3: Biotik interspezifisch

### Nischenmodelle
Nischenmodelle werden verwendet, um anhand der ökologische Nische einer Population oder einer Art Fragen zu ihrer Verbreitung (Biogeographie), auf dieser Grundlage dann auch zu Bestandestrends und zu ihrer möglichen Gefährdung, zu beantworten. Dabei wird  zunächst die fundamentale Nische anhand der bekannten physiologischen und ökologischen Ansprüche der Art modelliert, sofern diese aus unabhängigen Daten (z. B. Laboruntersuchungen, Erfahrungen aus der Kultur oder Haltung der Art, autökologische Studien) bekannt sind. Da meist keine bzw. viel zu wenige Daten vorliegen, werden die Ansprüche der Art meist nur aus der Korrelation ihrer bekannten Vorkommen mit Umweltfaktoren abgeleitet, z. B. ihre Temperaturansprüche aus den nördlichsten oder südlichsten Vorkommen, deren Temperaturprofil aus Klimaatlanten abgelesen werden kann. Diese Daten werden anschließend anhand der bekannten Daten zur tatsächlichen Verbreitung validiert. Durch den Vergleich der tatsächlichen Verbreitung mit der nach der modellierten Nische simulierten kann die Plausibilität des Modells geprüft werden (natürlich dürfen hier nicht die zur Kalibrierung des Modells verwendeten Verbreitungsdaten ein zweitesmal verwendet werden! Liegen genügende Daten vor, wird in der Regel ein Teil davon als Testdaten verwendet). Anhand des kalibrierten und getesteten Modells ist es nun möglich, die Auswirkungen simulierter Veränderungen der Basisdaten, z. B. zum Klima, auf die Verbreitung und Häufigkeit der Art vorherzusagen.

## Vorwiegend Simulationsansätze

### Agentenbasierte Modelle
Im Gegensatz zu anderen Arten der Modellierung (zum Beispiel System Dynamics) haben in der Agentenbasierten Modellierung viele kleine Einheiten (Agenten) Entscheidungs- oder Handlungsmöglichkeiten, wie dies z. B. bei Tieren in einer realen Umwelt der Fall ist. Bei diesen Modellen resultiert das System-Verhalten aus dem Verhalten der einzelnen Agenten und wird nicht auf Systemebene vorgegeben. Wenn es dabei zu Effekten auf der Systemebene (z. B. eines Bioms) kommt, die nicht unmittelbar aus den Entscheidungsalgorithmen der Individuen ableitbar sind, spricht man von Emergenz. Zusätzlich kann ein von den individuellen Entscheidungen getrenntes Systemverhalten implementiert werden.
Zwei entscheidende Aspekte der Agentenbasierten Modellierung sind die Möglichkeiten heterogenes Verhalten und Abhängigkeiten von anderen Individuen explizit abbilden zu können.
Diese Art der Modellierung kommt vor allem dann zur Anwendung, wenn der Fokus einer Fragestellung nicht die Stabilität eines Gleichgewichts bzw. die Annahme, dass ein Prozess in ein Gleichgewicht zurückkehrt, ist, sondern die Frage, wie sich ein System veränderten Rahmenbedingungen anpassen kann (Robustheit bzw. Resilienz). Praktische Anwendungen finden sich z. B. bei der Frage welches Resilienzverhalten Korallenriffe aufweisen und bis zu welchem Grad sie negative Umwelteinflüssen kompensieren können. Bei Agentenbasierten Modellen wird der Erkenntnis Rechnung getragen, dass komplexe Probleme es erfordern, die Mikro-Ebene, also die Entscheidungen der Individuen, ihre Heterogenität und ihre Interaktionen, direkt zu untersuchen.

## Grenzen von Modellierungsansätzen
Seit dem Aufkommen praktikabler Statistik-Anwendungen (R etc.) und geographischer Informationssysteme wird in der modernen ökologischen Forschung immer mehr modelliert. Häufig wird auf vorhandene Datenbanken zurückgegriffen, um beispielsweise Klima, Vegetation und andere Faktoren zu modellieren. Kritiker weisen darauf hin, dass nicht alles was sich technisch modellieren lasse, einen Mehrwert in der ökologischen Forschung habe. Gerade bei vorwiegend analytischen Ansätzen würden häufig Faktoren berücksichtigt, für die Daten vorhanden seien, andere Gradienten mit größerer Einfluss allerdings teilweise unbeachtet bleiben. Schwierig zu modellieren sind mobile Arten (z. B. Vögel).

### Fachbücher
- Fred Jopp, Hauke Reuter, Broder Breckling (Hrsg.): Modelling Complex Ecological Dynamics. An Introduction into Ecological Modelling for Students, Teachers & Scientists. Springer, 2011, ISBN 978-3-642-05028-2.
- N. Horning u. a.: Remote Sensing for Ecology and Conservation. A Handbook of Techniques. Oxford University Press, Oxford u. a. 2010, ISBN 978-0-19-921995-7.
- Stefan Lang, Thomas Blaschke: Landschaftsanalyse mit GIS. Ulmer, 2007, ISBN 978-3-8001-2845-7.
- Marie-Josee Fortin, Mark Dale: Spatial Analysis. A Guide for Ecologists. Cambridge University Press, 2005, ISBN 0-521-00973-1.

### Fachjournale
- Ecological Modelling
- Diversity and Distributions – A Journal of Conservation Biogeography bei Wiley-Blackwell

### Fachartikel
- Denis Worlanyo Aheto, Hauke Reuter, Broder Breckling: A modeling assessment of geneflow in smallholder agriculture in West Africa. 2011. (enveurope.com, PDF; 1,5 MB)
- M. H. Schlüter u. a.: Phenological shifts of three interacting zooplankton groups in relation to climate change. In: Global Change Biology. Band 16, Nr. 11, 2010, S. 3144–3153.
Modellierung der phänologischen Verschiebungen dreier Zooplankton Gruppen aufgrund des Klimawandels anhand von Fernerkundungsdaten, Klimamodellen und NOAA-Daten.
- B. Niederberger: Habitatmodellierung der endemischen Landschneckenart Trochulus biconicus. Luzern 2008. (Masterarbeit, 2006)
- J. D. Lozier, P. Aniello, M. J. Hickerson: Predicting the distribution of Sasquatch in western North America: anything goes with ecological niche modeling. In: Journal of Biogeography. Vol. 36, Nr. 9, 2009, S. 1623–1627. doi:10.1111/j.1365-2699.2009.02152.x
- M. Hochmuth: Habitatmodellierung für Urzeitkrebse (Branchiopoda) anhand von Gewässern im Raum Frankfurt (Oder). (tu-freiberg.de, Diplomarbeit, 2006; PDF; 184 kB)
- F. Jopp, H. Reuter: Dispersal of carabid beetles - emergence of distribution patterns. In: Ecological Modelling. Band 186, 2005, S. 389–405.
- S. Schadt, E. Revilla, T. Wiegand, F. Knauer, P. Kaczensky, U. Breitenmoser, L. Bufka, J. Cerveny, P. Koubek, T. Huber, C. Stanisa, L. Trepl: Assessing the suitability of central European landscapes for the reintroduction of Eurasian lynx. In: Journal of Applied Ecology. Band 39, Nr. 2, 2002, S. 189–203.